# Misao Okawa
Misao Okawa, (em japonês 大川 ミサヲ Ōkawa Misao) (Osaca, 5 de março de 1898 — Osaca, 1 de abril de 2015) foi uma mulher supercentenária japonesa considerada a pessoa mais velha do mundo, decana da humanidade, desde a morte de seu compatriota Jiroemon Kimura, em 12 de junho de 2013, até seu falecimento em 1 de abril de 2015. Ela foi a mulher mais idosa do mundo desde a morte da japonesa de 115 anos Koto Okubo em 12 de janeiro de 2013.
Foi a segunda pessoa de nacionalidade japonesa mais velha da história a ter a sua idade certificada e a 30ª pessoa a atingir a idade de 115 anos. Viveu por 117 anos e 27 dias, sendo, atualmente a 8ª pessoa mais velha de todos os tempos, a quarta mais velha de todo o século XXI e uma das duas últimas pessoas vivas nascidas em 1898. O título de japonesa (e asiática) mais velha da história agora é de Nabi Tajima. 
Morreu em 1 de abril de 2015, no asilo em que vivia, menos de um mês após completar 117 anos e 27 dias. Na altura de sua morte, seu filho mais velho tinha 92 anos.